# Lokalt kompakt
Inom matematiken kallas ett topologiskt rum X lokalt kompakt om varje punkt {\displaystyle x\in X} har en lokal bas som består av kompakta mängder. 
Detta innebär att för varje öppen mängd U som innehåller x så finns en kompakt mängd V sådan att {\displaystyle x\in V\subset U}.
Ett topologiskt rum sägs vara starkt lokalt kompakt om varje punkt i rummet ligger i en mängd vars slutna hölje är kompakt.

## Kompaktifiering
Ett Hausdorffrum X som är lokalt kompakt kan inbäddas i ett kompakt Hausdorffrum genom enpunktskompaktifiering. Denna går ut på att man lägger till en punkt {\displaystyle \infty } "i oändligheten", och låter de öppna mängderna i {\displaystyle X\cup \{\infty \}} bestå av de öppna mängderna i X, samt mängder på formen {\displaystyle X\setminus G} där G är kompakt i X. Ofta utvidgas {\displaystyle \mathbb {R} ^{n}} och {\displaystyle \mathbb {\mathbb {C} } ^{n}} på detta sätt.

## Exempel
{\displaystyle \mathbb {R} ^{n}}, med den vanliga topologin, är ett typiskt exempel på ett lokalt kompakt rum. Detta eftersom de slutna bollarna med positiv radie är kompakta, och givet en punkt {\displaystyle x\in \mathbb {R} ^{n}} och en öppen mängd U, så finns det en sluten boll V sådan att {\displaystyle x\in V\subset U}
För topologiska vektorrum som är ett Hausdorffrum gäller allmänt att de är lokalt kompakta omm de är ändligtdimensionella.